# Галерија грбова суверених држава
Списак државних грбова чине грбови које представљају суверене државе. Грбови других тероторија могу се видети у списку грбова зависних територија. На грбовима држава постоје разни мотиви. Преко половине држава има мотиве разних биљака (венци, стабла, растиње), њих око 60 садржи птице (углавном орлове), око 40 дивље животиње (лавове, тигрове, леопарде), око 30 коње, зебре и говеда. Изражени су и мотиви воде (око 30 држава), планине (око 30 држава), сунца (око 20), човека (око 10). Крстови се налазе на грбовима око 30 држава, док се полумесец налази на око 10 грбова држава. Још један значајан мотив је и звезда (око 45 држава).
|  |  |  |  |  |  |  |  |  |  |  |  |  |  |  |  |  |  |  |  |  |  |  |  |  |  |  |  |  |  |

## А
- Грб Азербејџана
- Грб Албаније
- Амблем Алжира
- Амблем Анголе
- Грб Андоре
- Грб Антигве и Барбуде
- Грб Аргентине
- Грб Аустралије
- Грб Аустрије

## Б
- Амблем Бангладеша
- Грб Бахама
- Грб Барбадоса
- Грб Бахреина
- Грб Белгије
- Грб Белизеа
- Грб Бенина
- Грб Белорусије
- Грб Боливије
- Грб Босне и Херцеговине
- Грб Боцване
- Грб Бразила
- Амблем Брунеја
- Грб Бугарске
- Грб Буркине Фасо
- Грб Бурундија
- Амблем Бутана

## В
- Грб Вануатуа
- Грб Ватикана
- Грб Венецуеле
- Грб Вијетнама

## Г
- Грб Габона
- Грб Гамбије
- Грб Гане
- Грб Гвајане
- Амблем Гватемале
- Грб Гвинеје
- Грб Гвинеје Бисао
- Грб Грузије
- Грб Грчке

## Д
- Грб Данске
- Грб Доминике
- Грб Доминиканске Републике

## Е
- Грб Египта
- Грб Еквадора
- Грб Екваторијалне Гвинеје
- Амблем Еритреје
- Грб Естоније
- Амблем Етиопије

## З
- Грб Замбије
- Амблем Зеленортских Oстрва
- Грб Зимбабвеа

## И
- Грб Израела
- Амблем Индије
- Грб Индонезије
- Грб Ирака
- Амблем Ирана
- Грб Ирске
- Грб Исланда
- Грб Источног Тимора
- Амблем Италије

## Ј
- Грб Јамајке
- Царски печат Јапана
- Грб Јемена
- Грб Јерменије
- Грб Јордана
- Амблем Јужне Кореје
- Грб Јужног Судана
- Грб Јужноафричке Републике

## К
- Амблем Казахстана
- Грб Камбоџе
- Грб Камеруна
- Грб Канаде
- Ранији амблем Катара
- Грб Кеније
- Амблем Кине
- Грб Кипра
- Грб Киргистана
- Грб Кирибата
- Грб Колумбије
- Печат Комора
- Амблем ДР Конгоа
- Грб Конгоа
- Грб Костарике
- Грб Кубе
- Грб Кувајта

## Л
- Грб Лаоса
- Грб Лесотоа
- Грб Летоније
- Грб Либана
- Грб Либерије
- Амблем Либије
- Грб Литваније
- Грб Лихтенштајна

## М
- Амблем Мадагаскара
- Грб Мађарске
- Грб Македоније
- Грб Малавија
- Амблем Малдива
- Грб Малезије
- Амблем Малија
- Грб Малте
- Грб Марока
- Печат Маршалских Острва
- Печат Мауританије
- Грб Маурицијуса
- Грб Мексика
- Печат Микронезије
- Печат Мјанмара
- Амблем Мозамбика
- Грб Молдавије
- Грб Монака
- Грб Монголије

## Н
- Грб Намибије
- Грб Науруa
- Грб Немачке
- Амблем Непала
- Грб Нигера
- Грб Нигерије
- Грб Никарагве
- Грб Новог Зеланда
- Грб Норвешке

## О
- Грб Обале Слоноваче
- Амблем Омана

## П
- Грб Пакистана
- Грб Палестине
- Грб Панаме
- Амблем Папуа Нове Гвинеје
- Грб Парагваја (лице)
- Грб Парагваја (наличје)
- Грб Перуа
- Грб Пољске
- Грб Португалије

## Р
- Печат Руанде
- Грб Румуније
- Грб Русије

## С
- Грб Салвадора
- Грб Самое
- Грб Сан Марина
- Грб Сао Томе и Принципеа
- Амблем Саудијске Арабије
- Грб Свазиленда
- Грб Светог Винсента и Гренадина
- Грб Светог Китса и Невиса
- Грб Свете Луције
- Грб Северне Кореје
- Грб Сејшела
- Грб Сенегала
- Грб Сијера Леонеа
- Грб Сингапура
- Грб Сирије
- Велики печат Сједињених Америчких Држава (лице)
- Велики печат Сједињених Америчких Држава (наличје)
- Грб Словачке
- Грб Словеније
- Грб Соломонових Острва
- Грб Сомалије
- Грб Србије
- Мањи грб Србије
- Грб Судана
- Грб Суринама

## Т
- Амблем Тајланда
- Грб Танзаније
- Грб Таџикистана
- Грб Тогоа
- Грб Тонге
- Грб Тринидада и Тобага
- Грб Тувалуа
- Грб Туниса
- Амблем Туркменистана
- Амблем Турске

## У
- Грб Уганде
- Грб Узбекистана
- Грб Уједињених Арапских Емирата
- Грб Уједињеног Краљевства
- Грб Украјине
- Грб Уругваја

## Ф
- Грб Филипина
- Грб Финске
- Грб Фиџија
- Амблем Француске
- Велики печат Француске

## Х
- Грб Хаитија
- Грб Холандије
- Грб Хондураса
- Грб Хрватске

## Ц
- Грб Централноафричке Републике
- Грб Црне Горе

## Ч
- Грб Чада
- Грб Чешке
- Грб Чилеа

## Џ
- Амблем Џибутија

## Ш
- Грб Швајцарске
- Грб Шведске
- Грб Шпаније
- Грб Шри Ланке